# Rejštejn
Rejštejn är en stad i Tjeckien. Den ligger i distriktet Okres Klatovy och regionen Plzeň, i den sydvästra delen av landet, 120 km sydväst om huvudstaden Prag. Rejštejn ligger 565 meter över havet och antalet invånare är 256.
Terrängen runt Rejštejn är huvudsakligen kuperad. Rejštejn ligger nere i en dal. Runt Rejštejn är det mycket glesbefolkat, med 4 invånare per kvadratkilometer. Närmaste större samhälle är Sušice, 10,1 km norr om Rejštejn. I omgivningarna runt Rejštejn växer i huvudsak barrskog.